# Мещегарово
Мещегарово (баш. Миәшәгәр) — село в Салаватском районе Республики Башкортостан Российской Федерации. Административный центр Мещегаровского сельсовета.

## География

### Географическое положение
Находится на левом берегу реки Ай.
Расстояние до:
- районного центра (Малояз): 39 км,
- ближайшей ж/д станции (Мурсалимкино): 62 км.

## Население
| 2002 | 2009 | 2010 |
| ---- | ---- | ---- |
| 605  | ↗639 | ↘534 |

Национальный состав
Согласно переписи 2002 года, преобладающая национальность — татары (77 %).

## Религия
В селе есть мечеть.